# Ferdinand Broili
Ferdinand Broili (Mühlbach, 11 aprile 1874 – Mühlbach, 30 aprile 1946) è stato un geologo e paleontologo tedesco.
Dal 1919 sino al 1940 fu professore di paleontologia e geologia presso l'Università di Monaco di Baviera.

## Biografia
Ferdinand Broili nacque nel castello di suo padre a Mühlbach in Baviera. Studiò a Würzburg e dal 1895 presso il geologo e paleontologo Karl Alfred von Zittel all'Università di Monaco di Baviera, dove nel 1898 conseguì il dottorato su un tema riguardante Eryopos megacephalus (vedi Temnospondyli). Fu poi per breve tempo assistente presso l'Università Tecnica di Monaco (TUM) e la Paläontologischen Staatssammlung (Monaco di Baviera). Nel 1903 fece l'abilitazione presso Karl Alfred von Zittel. Nel 1909 divenne poi museografo e nel 1919 direttore della Staatssammlung für Paläontologie und Historische Geologie. Nel 1920 fu nominato professore ordinario all'Università di Monaco e nel 1939 gli fu conferito il titolo di professore emerito. Nel 1944, durante il bombardamento della città, fu testimone della distruzione di una parte della collezione e della biblioteca privata. Dopo questo tragico evento si ritirò definitivamente nel proprio castello.
Nel 1901 raccolse in Texas i primi fossili di anfibi e di rettili risalenti al Permiano. Questa attività divenne più tardi la sua principale direzione di ricerca. Lavorò in numerosi campi della paleontologia (animali invertebrati, vertebrati, paleobotanica). Broili scoprì i primi reperti fossili di Oloturoidei e Picnogonidi. Come primo ricercatore dimostrò inoltre il ricoprimento di pelo dei Pterosauri e dei Cinodonti, indizio questo di omeotermia.
Si occupò tra l'altro dei fossili, in particolare dei fossili di pesci, risalenti al Devoniano presenti negli scisti Hunsrückschiefers presso Bundenbach. Raccolse inoltre numerosi individui fossili nelle Alpi Bavaresi e nelle Alpi austriache.
Tra il 1898 e il 1913, cartografò la catena montuosa di Chiemgauer nella regione del Kampenwand in Baviera.
Lavorò alla stesura di numerosi volumi di testo sulla paleontologia redatti col suo docente Karl Alfred von Zittel. 
Ferdinand Broili divenne nel 1909 membro della Società Geologica Svizzera e nell'anno di fondazione 1912 membro della Paläontologische Gesellschaft. Nel 1919 fu nominato membro straordinario e nel 1921 membro ordinario dell'Accademia bavarese delle scienze. Nel 1934 fu nominato membro onorario della Società Geologica di Vienna. Fu inoltre membro onorario dell'Accademia Svizzera di Scienze Naturali e dell'Accademia Russa delle Scienze. Nel 1936 divenne membro dell'Accademia Cesarea Leopoldina tedesca. Fu pure membro della Geological Society of London, della Società Geologica Cinese, della Paleontological Society e delle Accademie delle Scienze di Leningrado e Cordoba.

## Opere (scelte)
- Broili, Ferdinand, Die Fauna der Pachycardientuffe der Seiser Alp. Scaphopoden und Gastropoden, Palaeontographica (1946-1933), 1907: 69-138
- Broili, Ferdinand, Zur Osteologie des Schädels von Placodus. Palaeontographica (1846-1933), 1912: 147-156
- Broili, Ferdinand, Beobachtungen anTanystropheus conspicuus H. v. Meyer, Neues Jahrbuch für Mineralogie, Geologie und Palaeontologie, 1915, Vol. 2: 51-62
- Broili, Ferdinand, Paläozoologie (Systematik), W. de Gruyter, Berlin, 1921
- Broili, Ferdinand, von Zittel, Karl Alfred, Grundzüge der Paläontologie Vol. 2. Vertebrata. 2, verm. u. verb. Aufl. Oldenbourg, München, 1911
- Broili, Ferdinand, von Zittel, Karl Alfred, Invertebrata. Vol 4., verb. u. verm. Aufl. Oldenbourg, München, 1915
- Broili, Ferdinand, von Zittel, Karl Alfred, Grundzüge der Paläontologie (Paläozoologie). Vol. 5., verb. und verm. Aufl. Oldenbourg, München, 1921

## Letteratura
- Kutscher, F., Ferdinand Broili, der bisher erfolgreichste Bearbeiter von Hunsrückschieferfossilien. Notizia dell'ufficio pubblico delle Scienze del Suolo dell'Assia, 99, 1971
- Necrologio di Othmar Kühn in Mitteilungen der Geologischen Gesellschaft in Wien. 39–41. Band, 1946-1948 (online; PDF)